# Tachina laterolinea
Tachina laterolinea är en tvåvingeart som först beskrevs av Chao 1962.  Tachina laterolinea ingår i släktet Tachina och familjen parasitflugor. Inga underarter finns listade i Catalogue of Life.